# Katina
Katina je nenaseljeni otok u hrvatskom dijelu Jadranskog mora. Nalazi se na ulazu u zaljev Telaščica, između otoka Dugi otok (na sjeveru) i Kornat (na jugu). Katina je od Dugog otoka odijeljena 100 metara širokim i jedva 2 metra dubokim kanalom Mala Proversa. S južne strane otoka je kanal Vela Proversa, širok oko 500 metara i primjeren za plovidbu, koji dijeli Katinu od otoka Kornata. Dio je Parka prirode Telašćica.
Njegova površina iznosi 1,12 km². Dužina obalne crte iznosi 7,107 km. Najviši vrh ,Velki vrh, visok je 117 mnm.
Građena je od krednog vapnenca.